# Zvonimir Serdarušić
Zvonimir "Noka" Serdarušić, jugoslovanski (bosansko-hrvaški) rokometaš, * 2. september 1950, Mostar.
Leta 1976 je na poletnih olimpijskih igrah v Montrealu v sestavi jugoslovanske rokometne reprezentance osvojil peto mesto.
Med letoma 2009 in 2010 je bil selektor slovenske rokometne reprezentance.